# Messor atanassovii
Messor atanassovii är en myrart som beskrevs av Atanassov 1982. Messor atanassovii ingår i släktet Messor och familjen myror. Inga underarter finns listade i Catalogue of Life.